# نیووه‌خین
شهر نیووه‌خین (به هلندی: Nieuwegein) در اوترخت در کشور هلند واقع شده‌است. جمعیت این شهر ۶۱٫۰۷۲ نفر  است.

## نگارخانه

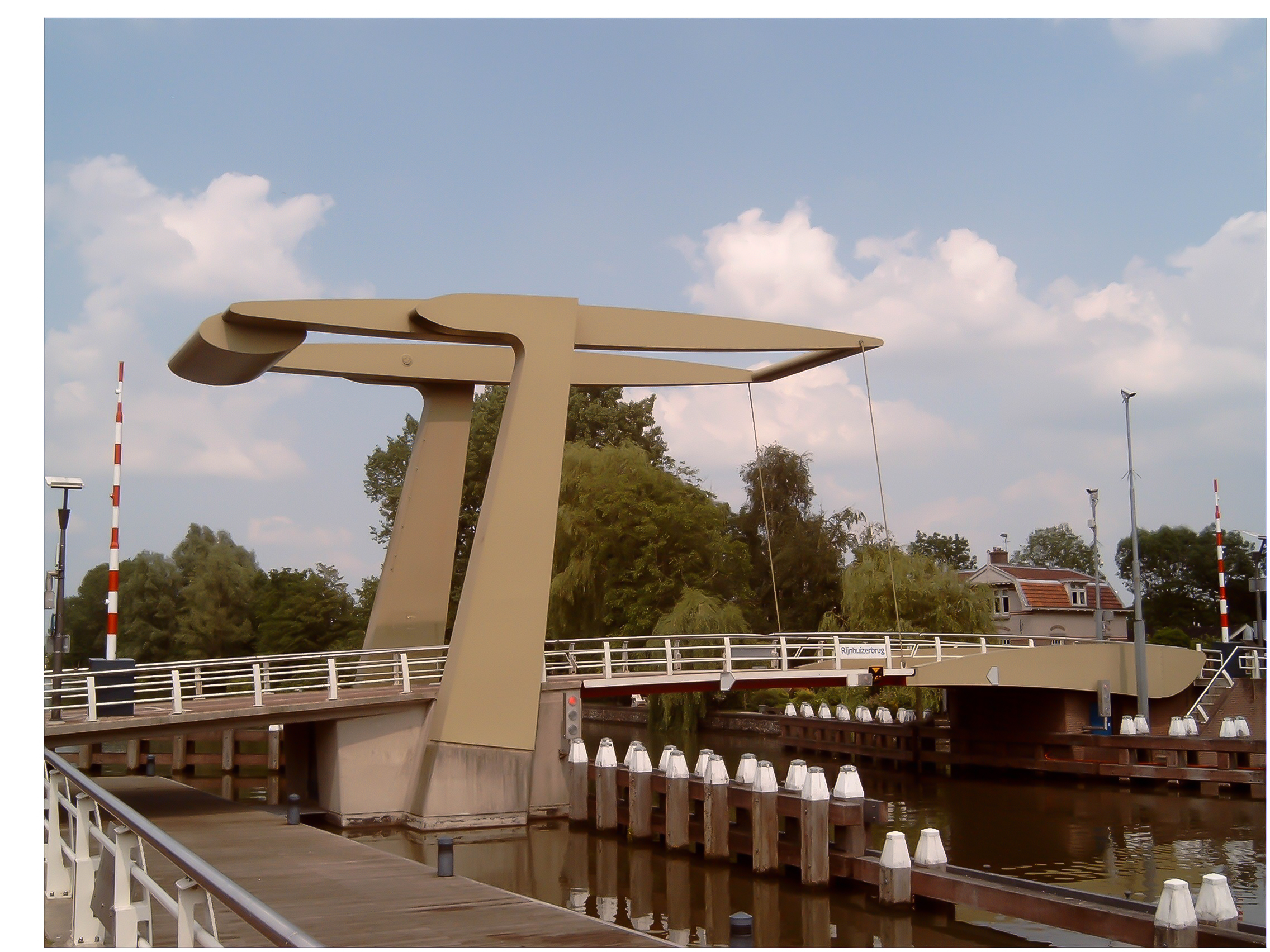
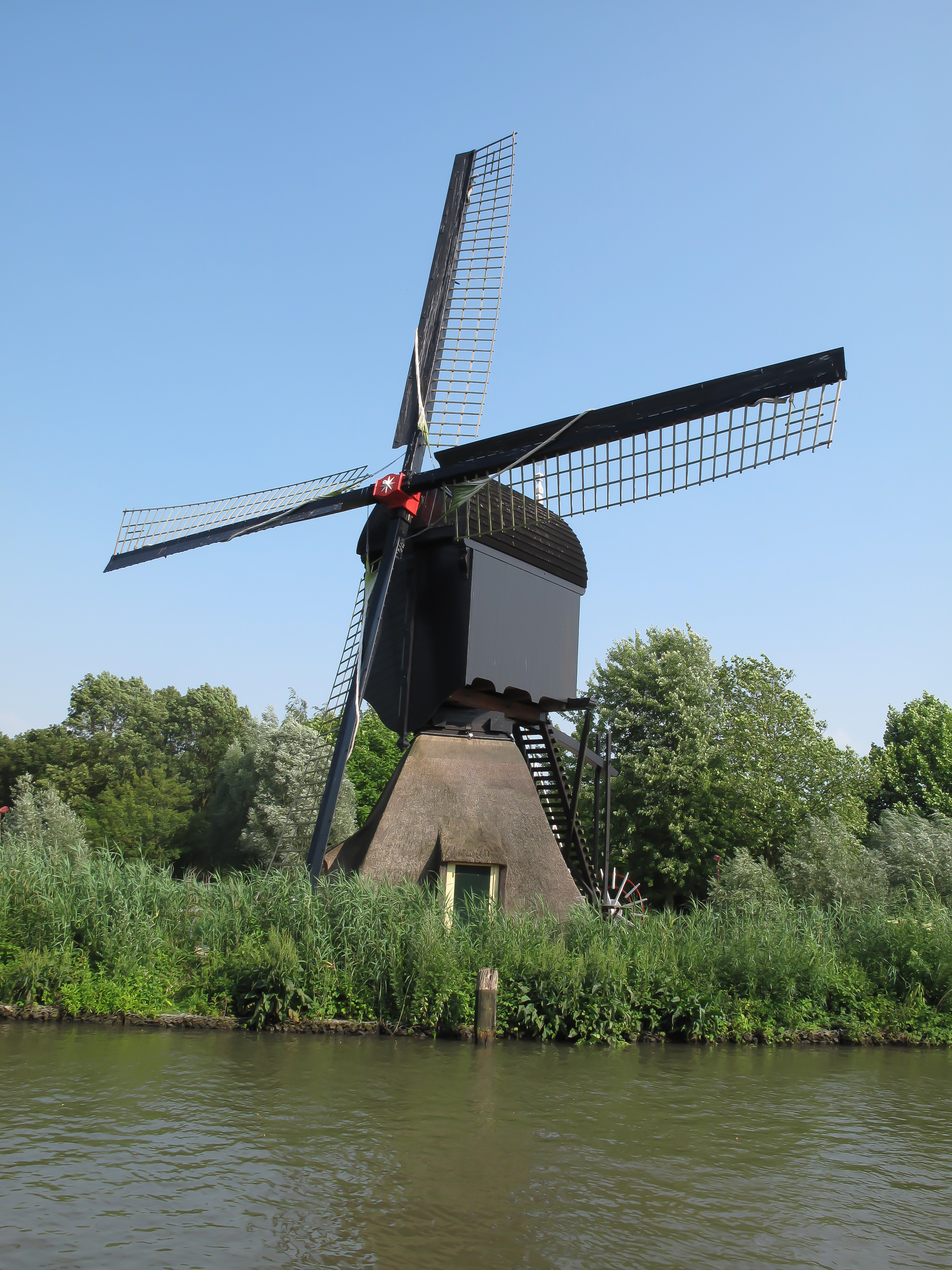